# Ropica hoana
Ropica hoana là một loài bọ cánh cứng trong họ Cerambycidae.